# Indicatieve tabel
De indicatieve tabel is in het Belgisch aansprakelijkheidsrecht een lijst van forfaitaire schadevergoedingen die opgesteld is door het Nationaal verbond van magistraten van eerste aanleg en het Koninklijk verbond van vrede- en politierechters.
Die lijst is bedoeld als leidraad voor de raming van schade die men niet in concreto (schade waarvan men geen bewijs kan aanvoeren) kan begroten, die men dus niet aan de hand van bewijsstukken kan aantonen (bijvoorbeeld de morele schade). 
Hoewel de tabellen regelmatig worden gebruikt in de rechtspraak, zijn ze niet bindend voor de rechter.

## Schadeposten
Men vindt er de volgende schadeposten :
- economische schade bij tijdelijke arbeidsongeschiktheid : deze post dient steeds in concreto te worden begroot vermits het hier gaat over het inkomstenverlies dat steeds bewezen kan worden (bijvoorbeeld aan de hand van een loonfiche, …);
- de meerinspanningen die moeten geleverd worden bij het hervatten van de professionele activiteit;
- economische schade bij blijvende arbeidsongeschiktheid waarin zowel het inkomstenverlies als de economische waardevermindering op de arbeidsmarkt en de meerinspanningen in aanmerking komen. De vergoeding kan plaatsvinden door kapitalisatie (eenmalige vergoeding van alle toekomstige schade), door de betaling van een geïndexeerde rente of door toekenning van een vergoeding per punt (per percentage ongeschiktheid);
- economische schade bij overlijden, zijnde het verlies van het inkomen van de overledene voor de nabestaanden;
- economische waarde huishoudelijke arbeid, zijnde de hulp van derden binnen het huishouden;
- hulp van derden, buiten het huishouden, voor de verpleging en de verzorging;
- morele schade omvattende de pijnen en smarten alsook de courante ongemakken met betrekking tot bepaalde activiteiten (tuin, sport, hobby, …);
- morele schade bij overlijden van een naastbestaande;
- schade ex haerede of de morele schade die toegekend wordt aan de nabestaande indien het slachtoffer zich bewust was van zijn nakend overlijden;
- esthetische schade bepaald op basis van een schaal van 1 op 7 die op medisch vlak beoordeeld wordt.

De tabel voorziet daarnaast ook enkele courante materiële schadeposten zoals :
- kledij en bagage;
- gebruiksderving van motorvoertuigen;
- het verlies van een schooljaar;
- administratiekosten;
- medische kosten na consolidatie;
- begrafeniskosten.

De indicatieve tabel geldt als leidraad voor de rechter. Zo krijgt men een rechtspraak die in alle arrondissementen gelijk loopt. Maar het staat een rechter vrij om van de tabel af te wijken. In de praktijk heeft de indicatieve tabel echter een groot gezag. 